# NCSM Iroquois (DDG 280)
Pour les articles homonymes, voir NCSM Iroquois.
Le NCSM Iroquois (DDG 280) est un destroyer de la classe Iroquois de la Marine royale canadienne des Forces canadiennes. Il est assigné aux Forces maritimes de l'Atlantique et son port d'attache est la base des Forces canadiennes Halifax en Nouvelle-Écosse sur l'océan Atlantique. Il est entré en service en 1972. Il s'agit du premier navire de sa classe et du deuxième à porter le nom d'Iroquois. Le navire est désarmé le 1er mai 2015.

## Équipage
Le NCSM Iroquois a à son bord 282 officiers et membres d'équipage. Ceux-ci sont divisés en deux organisations : l'organisation de combat et l'organisation fonctionnelle. Ces dernières sont divisées en sections selon les groupes de métiers. En effet, l'équipage, en plus d'avoir son rôle principal de combat, doit subvenir à ses propres besoins puisque le navire est souvent isolé en mer pour des périodes prolongées. Le commandant du navire est présentement le capitaine de frégate J.M. Hamilton. Son commandant en second est le capitaine de corvette D. Patchell et son capitaine d'armes est le premier maître de première classe G.J. Chapadeau.

## Histoire

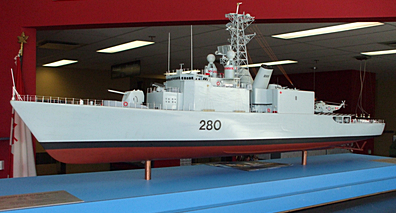
Maquette du NCSM Iroquois avec les cheminées en Y avant son modernisation importante

Le NCSM Iroquois devint le premier navire de la classe Tribal, plus tard renommée en classe Iroquois, à entrer en service au sein de la Marine royale canadienne en 1972.
En 2007, le NCSM Iroquois a participé à l'opération Sextant, la contribution canadienne au Standing NATO Maritime Group 1, pour une durée de quatre mois à l'étranger.